# 버트 폴먼
버트 폴먼(Bert Frederick Polman, 1945년 8월 28일 -2013년 7월 1일) 미국 칼빈대학교(Calvin College) 음악학 교수이며 음악이론, 음악역사, 음악문학, 예배학을 강의하였다. 그는 네덜란드 로젠버그에서 태어나서 도르트 대학(Dordt College)를 졸업하고 미네소타 대학(University of Minnesota)에서 음악박사(Ph.D.)를 받았다. 온타리오 성경 대학교와 리딤어 대학교에서도 강의를 했다. 미국 찬송가편찬위원(the Hymn Society in the United States and Canada)이었으며, 리폼드 예배학 저널(Reformed Worship) 편집위원이었다. 2013년 7월 1일 암으로 소천했다. 저서로는 2013 Commencement Litany가 있다.  그는 생전에 아리랑 멜로디를 가지고 미국연합장로교회의 찬송가 229장 "Christ, You Are the Fullness(그리스도 당신의 충만하심)"를 만들때 편집위원이었다.